# San Jose (Samar do Norte)
San Jose é um município de  quinta classe de renda municipal (d) na província Samar do Norte, nas Filipinas. De acordo com o censo de 1 de maio  de  2020 possui uma população de 17 641 pessoas e 4 218 domicílios.